# Cor Lammers

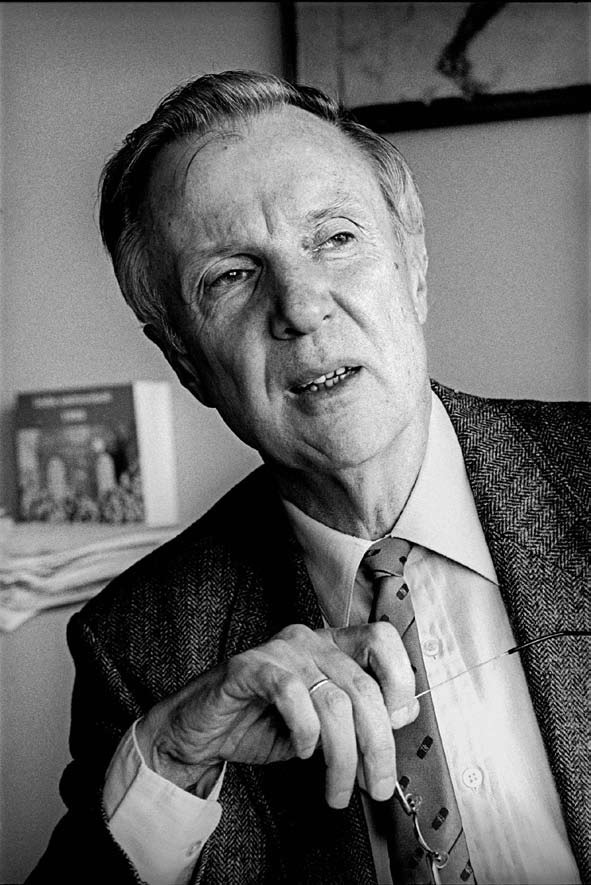
C.J. Lammers

Cornelis Jacobus („Cor“) Lammers (* 20. April 1928 Amsterdam; † 1. Mai 2009 Oegstgeest) war ein niederländischer Soziologe und einer der Begründer der organisationstheoretischen Forschung in den Niederlanden.

## Leben
Nach einem Studium an der University of Michigan und der Universität Amsterdam promovierte Lammers dort 1963. 1964 übernahm er eine Professur für Soziologie an der Universität Leiden. Er verblieb in Leiden bis zu seiner Emeritierung 1993. 1972 und 1973 war er ein Fellow des Netherlands Institute for Advanced Studies (NIAS). 1974 untersuchte er als Fullbright-Scholar den Stand der organisationssoziologischen Forschung in den USA.
In seiner Arbeit hat Lammers Brücken zwischen den verschiedenen soziologischen Forschungssträngen in den europäischen Ländern geschlagen. Sein Ansatz und seine Spezialität war exemplarisch für niederländische Soziologen: Lokaler Gelehrte mit einem kosmopolitischen Verständnis. Im Verlauf seines Lebens untersuchte Lammers in den späten 50ern und den frühen 60ern des zwanzigsten Jahrhunderts Evakuierungs- und Katastrophen-Erfahrungen, Allgemeinärzte und ihre Patienten sowie Streiks und Meutereien. Anfang des 21. Jahrhunderts erforschte er Militärs im Krieg, militärische Besatzung und Gräueltaten. Man füge Demokratie in Organisationen hinzu, sowie Sozialisierungsprozesse, Studentenvereinigungen und so weiter und so fort...
Dabei blieb Lammers fest verwurzelt in der niederländischen Soziologie, sammelte aber gleichzeitig seine Erkenntnisse weltweit, wobei er seine Erkenntnisse sowohl historisch als auch systematisch in ein geschlossenes System einpasste. Und trotz dieses umfassenden Ansatzes ließ sich Lammers nicht dazu verleiten, seine Soziologie als Werkzeug des Managements zu instrumentalisieren, und er vermied zu starke Verbindungen zu den Business Schools.
Lammers Forschungen griffen immer wieder jüngere Theorien aus der Mitte des theoretischen Körpers und verbanden sie mit empirischen Daten. Damit verband er die allgemeine Soziologie mit der Organisationssoziologie, wobei er beide Fächer virtuos beherrschte. So erinnerte er Soziologen daran, dass man das Rad nicht neu erfinden muss, um gute Forschung zu betreiben. Gleichzeitig kritisierte er zu sehr Mode-getriebenen Forschungsansätze.
Lammers war neben dem US-Amerikaner Michael Aiken, den Franzosen Michel Crozier und Werner Ackermann, den (damals) Schweizern Jean-Claude Thoenig und Peter Atteslander, dem Italiener Franco Ferraresi, dem Österreicher Erhard Friedberg und dem Briten David J. Hickson einer der Begründer der European Group for Organizational Studies (EGOS).

## Bibliographie
Lammers hat in seiner Laufbahn ca. 20 Bücher veröffentlicht und ca. 75 Artikel in namhaften Zeitschriften wie dem American Journal of Sociology, Administrative Science Quarterly oder Organization Studies veröffentlicht. Sein gemeinsam mit Jacques van Doorn geschriebenes Werk, Moderne sociologie: Systematiek en analyse? wurde für über zwei Jahrzehnte ein Standardwerk für Soziologen in den Niederlanden.

### Bücher (Auswahl)
- 1959, Moderne sociologie: Systematiek en analyse
- 1963, Het Koninklijk Instituut voor de Marine; een sociologische analyse van de inlijving van groepen adspirant-officieren in de zeemacht
- 1977, The Dynamics of university protest
- 1979, Organizations Alike and Unlike (mit David Hickson)
- 1983, Organisaties vergelijkenderwijs: ontwikkeling en relevantie van het sociologisch denken over organisaties
- 1989, Organizational democracy: taking stock

### Artikel (Auswahl)
- 1974, The state of organizational sociology in the United States: travel impressions by a Dutch cousin. Administrative Science Quarterly 19:422-430.
- 1978, The comparative sociology of organizations. Annual Review of Sociology 4:485-510.
- 2006, De internationale betekenis van Cor Lammers in de organisatietheorie

## Ehrungen
2001 wurde Lammers zum zweiten Ehrenmitglied der EGOS. Seit 1979 war er Mitglied der Königlich Niederländischen Akademie der Wissenschaften.